# Juan Tamariz

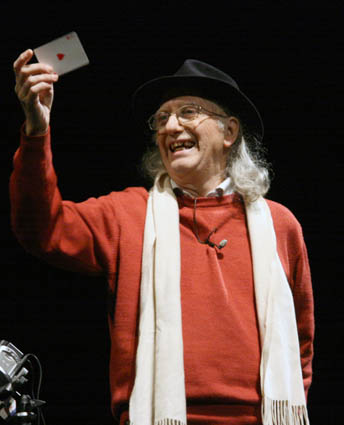
Juan Tamariz

Juan Tamariz-Martel Negrón (* 18. Oktober 1942 in Madrid) ist ein spanischer Zauberkünstler und Autor.

## Leben
Als Juan Tamariz vier Jahre alt war, nahmen ihn seine Eltern mit in ein Theater, in dem er zum ersten Mal einen Zauberkünstler erlebte. Seitdem beschäftigt sich Juan Tamariz mit der Zauberkunst. Kurze Zeit später erhielt er einen Zauberkasten, später entdeckte er, dass es zusätzlich eine große Anzahl von Fachbüchern gibt, aus denen er lernte.
Nach der Schule studierte er zunächst Physik, anschließend wandte er sich dem Kino zu. Er studierte an der Madrider Filmhochschule bei José Luis García Sánchez und Miguel Hermoso. Da die Schule 1970 geschlossen wurde, konnte er seinen Abschluss nicht mehr machen. Es entstanden in dieser Zeit zwei Kurzfilme von Juan Tamariz: Der Tod (1967) und The Spirit (1969)
Mit 16 Jahren wurde Juan Tamariz Mitglied des spanischen Zaubervereins Sociedad Española de Ilusionismo (SEI). Hier traf er auf die Zauberkollegen Juan Antón und Arturo de Ascanio, die ihn prägten und beeinflussten.
Ab 1970 entschloss sich Juan Tamariz ausschließlich im Close-up-Bereich seine Zauberkunst zu präsentieren. 1974 bot er dem spanischen Fernsehen eine Zaubersendung an, die zunächst jedoch abgelehnt wurde. Erst als er selbst den Fernsehredakteuren seine Kunst direkt vorstellte, konnte er sie von der Wirkung der Zauberkunst auch im Fernsehen überzeugen. Es entstand eine Serie von einigen Folgen, die auf gute Resonanz stießen, so dass 13 weitere Episoden produziert wurden.
1970 nahm Juan Tamariz an den Weltmeisterschaften der Zauberkunst in Amsterdam teil und errang einen zweiten Platz im Bereich Close-up-Zauberei. 1973 trat er abermals an und errang in Paris den 1. Platz in der Sparte Kartenzauberkunst.
Zusammen mit Juan Antón, Arturo de Ascanio, Ricardo Marré und anderen gründete Juan Tamariz 1971 die Escuela Mágica de Madrid, die in der Welt der Zauberkunst als eine besondere Denkschule für Close-up- und Kartenzauberkunst gilt.
Juan Tamariz ist verheiratet und hat vier Kinder.

## Veröffentlichungen (Auswahl)
- Magia en el bar. Cymys, Barcelona 1975, ISBN 84-85060-37-7.
- El método simbólico. 1978
- La vía mágica. El método de las pistas falsas y la vía mágica. Frakson, Madrid 1987, ISBN 84-85869-57-5.
- El mundo mágico de Tamariz. Ediciones del Prad, 1991, ISBN 84-7838-141-4.